# 아스가르드 (마블 코믹스)
아스가르드는 북유럽 신화에 나오는 아스가르드를 모티브로 한 마블 코믹스의 가상의 왕국이다. 오딘이 아스가르드를 만들었으며 오랜 시간 통치해 오고 있다.

## 같이 보기
- 오딘
- 토르
- 로키
- 시프
- 헤임달
- 라그나로크